# Anže Kopitar

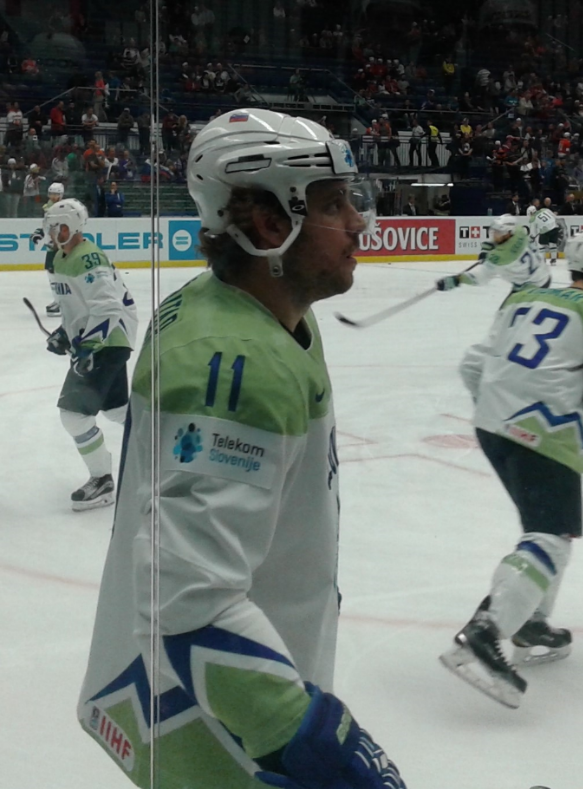
Kopitar na MS 2015 před zápasem proti Norsku

Anže Kopitar (* 24. srpna 1987, Jesenice) je slovinský hokejista, hráč klubu NHL Los Angeles Kings, kterým byl draftován v roce 2005 jako první volba klubu a jedenáctá volba celkem. Svůj první zápas v NHL, v němž vstřelil dvě branky, odehrál 6. října 2006 v Anaheimu a stal se tak prvním slovinským hokejistou v historii, který v této soutěži nastoupil. V roce 2012 dotáhl jako jeden z tahounů mužstva LA Kings ke Stanley Cupu, v playoff zaznamenal 8 branek a 12 asistencí. V roce 2014 si připsal v play- off 5 gólů a 21 asistencí a stal se podruhé vítězem Stanley Cupu. Od roku 2016 je kapitánem Los Angeles Kings. Pětkrát se zúčastnil utkání hvězd. Dvakrát vyhrál cenu pro nejlépe bránícího útočníka, třikrát cenu pro nejslušnějšího hokejistu a jednou cenu za vedení týmu. V roce 2019 si připsal 1000. zápas v NHL a v roce 2021 si připsal 1000. bod v NHL. Zúčastnil se olympiády v roce 2014 a se svou reprezentaci si připsal postup do čtvrtfinále. Hrál na Světovém poháru 2016 za tým Evropy, který prohrál ve finálové sérii proti Kanadě. Je sedmým nejproduktivnějším Evropanem v dějinách NHL.

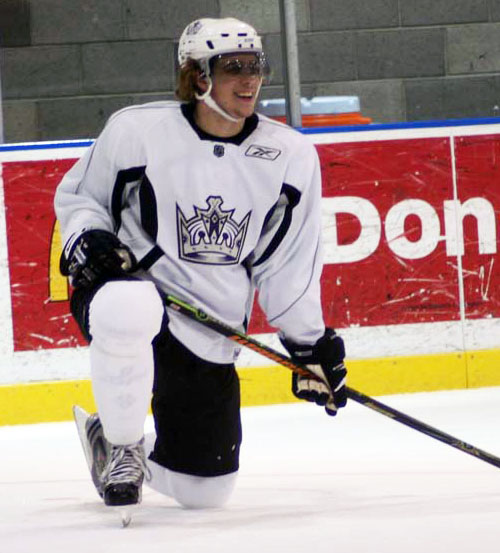
Anže Kopitar

## Klubové statistiky
| Sezona      | Klub                   | Soutěž      | Základní část | Základní část | Základní část | Základní část | Základní část | Play off | Play off | Play off | Play off | Play off |
| Sezona      | Klub                   | Soutěž      | Z             | G             | A             | B             | TM            | Z        | G        | A        | B        | TM       |
| ----------- | ---------------------- | ----------- | ------------- | ------------- | ------------- | ------------- | ------------- | -------- | -------- | -------- | -------- | -------- |
| 2002/03     | HK Acroni Jesenice U18 | Slov-U18    | 14            | 38            | 38            | 76            | 10            | —        | —        | —        | —        | —        |
| 2002/03     | HK Acroni Jesenice Jr  | Slov-Jr     | 20            | 15            | 12            | 27            | 8             | —        | —        | —        | —        | —        |
| 2002/03     | HK Kranjska Gora       | Slov        | 11            | 4             | 4             | 8             | 4             | —        | —        | —        | —        | —        |
| 2003/04     | HK Acroni Jesenice Jr. | Slov-Jr     | 25            | 32            | 28            | 60            | 16            | —        | —        | —        | —        | —        |
| 2003/04     | HK Kranjska Gora       | Slov        | 21            | 14            | 11            | 25            | 10            | 4        | 1        | 1        | 2        | 0        |
| 2004/05     | Södertälje SK U18      | Swe-U18     | 1             | 1             | 2             | 3             | 0             | 1        | 0        | 0        | 0        | 2        |
| 2004/05     | Södertälje SK          | J20         | 30            | 28            | 21            | 49            | 26            | 2        | 1        | 1        | 2        | 0        |
| 2004/05     | Södertälje SK          | SEL         | 5             | 0             | 0             | 0             | 0             | 10       | 0        | 0        | 0        | 0        |
| 2005/06     | Södertälje SK          | SEL         | 47            | 8             | 12            | 20            | 28            | —        | —        | —        | —        | —        |
| 2006/07     | Los Angeles Kings      | NHL         | 72            | 20            | 41            | 61            | 24            | —        | —        | —        | —        | —        |
| 2007/08     | Los Angeles Kings (A)  | NHL         | 82            | 32            | 45            | 77            | 22            | —        | —        | —        | —        | —        |
| 2008/09     | Los Angeles Kings (A)  | NHL         | 82            | 27            | 39            | 66            | 32            | —        | —        | —        | —        | —        |
| 2009/10     | Los Angeles Kings (A)  | NHL         | 82            | 34            | 47            | 81            | 16            | 6        | 2        | 3        | 5        | 2        |
| 2010/11     | Los Angeles Kings (A)  | NHL         | 75            | 25            | 48            | 73            | 20            | —        | —        | —        | —        | —        |
| 2011/12     | Los Angeles Kings (A)  | NHL         | 82            | 25            | 51            | 76            | 20            | 20       | 8        | 12       | 20       | 9        |
| 2012/13     | Mora IK                | Swe.1       | 31            | 10            | 24            | 34            | 14            | —        | —        | —        | —        | —        |
| 2012/13     | Los Angeles Kings (A)  | NHL         | 47            | 10            | 32            | 42            | 16            | 18       | 3        | 6        | 9        | 12       |
| 2013/14     | Los Angeles Kings (A)  | NHL         | 82            | 29            | 41            | 70            | 24            | 26       | 5        | 21       | 26       | 14       |
| 2014/15     | Los Angeles Kings (A)  | NHL         | 79            | 16            | 48            | 64            | 10            | —        | —        | —        | —        | —        |
| 2015/16     | Los Angeles Kings (A)  | NHL         | 81            | 25            | 49            | 74            | 16            | 5        | 2        | 2        | 4        | 2        |
| 2016/17     | Los Angeles Kings (C)  | NHL         | 76            | 12            | 40            | 52            | 28            | —        | —        | —        | —        | —        |
| 2017/18     | Los Angeles Kings (C)  | NHL         | 82            | 35            | 57            | 92            | 20            | 4        | 1        | 1        | 2        | 0        |
| 2018/19     | Los Angeles Kings (C)  | NHL         | 81            | 22            | 38            | 60            | 30            | —        | —        | —        | —        | —        |
| 2019/20     | Los Angeles Kings (C)  | NHL         | 70            | 21            | 41            | 62            | 16            | —        | —        | —        | —        | —        |
| 2020/21     | Los Angeles Kings (C)  | NHL         | 56            | 13            | 37            | 50            | 10            | —        | —        | —        | —        | —        |
| 2021/22     | Los Angeles Kings (C)  | NHL         | 81            | 19            | 48            | 67            | 14            | 7        | 1        | 3        | 4        | 2        |
| 2022/23     | Los Angeles Kings (C)  | NHL         | 82            | 28            | 46            | 74            | 4             | 6        | 2        | 5        | 7        | 0        |
| 2023/24     | Los Angeles Kings (C)  | NHL         | 81            | 26            | 44            | 70            | 22            | 5        | 1        | 2        | 3        | 4        |
| NHL celkově | NHL celkově            | NHL celkově | 1373          | 419           | 792           | 1211          | 344           | 97       | 25       | 55       | 80       | 45       |

### Reprezentační statistiky
| 2003            | Slovinsko       | MS18 (Div I)    | 5  | 2  | 1  | 3  | 0  |
| 2004            | Slovinsko       | MSJ (Div I)     | 5  | 1  | 1  | 2  | 0  |
| 2004            | Slovinsko       | MS18 (Div I)    | 5  | 6  | 2  | 8  | 0  |
| 2005            | Slovinsko       | MSJ (Div I)     | 5  | 10 | 3  | 13 | 6  |
| 2005            | Slovinsko       | MS18 (Div I)    | 5  | 6  | 5  | 11 | 14 |
| 2005            | Slovinsko       | MS              | 6  | 1  | 0  | 1  | 2  |
| 2006            | Slovinsko       | MSJ (Div I)     | 5  | 5  | 1  | 6  | 4  |
| 2006            | Slovinsko       | MS              | 6  | 3  | 6  | 9  | 2  |
| 2007            | Slovinsko       | MS (Div I)      | 5  | 1  | 13 | 14 | 2  |
| 2008            | Slovinsko       | MS              | 5  | 3  | 1  | 4  | 2  |
| 2014            | Slovinsko       | ZOH             | 5  | 2  | 1  | 3  | 4  |
| 2015            | Slovinsko       | MS              | 7  | 1  | 3  | 4  | 0  |
| 2016            | Evropa          | SP              | 6  | 0  | 4  | 4  | 2  |
| 2019            | Slovinsko       | MS (Div I)      | 5  | 2  | 5  | 7  | 2  |
| Junioři celkově | Junioři celkově | Junioři celkově | 30 | 30 | 13 | 43 | 24 |
| Senioři celkově | Senioři celkově | Senioři celkově | 34 | 14 | 34 | 48 | 18 |